# Restaurangen vid slutet av universum
Restaurangen vid slutet av universum (The Restaurant at the End of the Universe) är andra delen av Douglas Adams bokserie i sex delar av Liftarens guide till galaxen.
Denna andra del i Liftarens guide till galaxen-serien kretsar först kring Zaphod Beeblebrox sökande efter mannen som styr Universum, och tar sedan läsarna och karaktärerna på en tur till den restaurang längst fram i den mest avlägsna framtiden där man kan beskåda universums undergång.
Efter restaurangbesöket hamnar våra vänner på ett rymdskepp de måste lämna med en teleport-station utan att kunna programmera var de ska hamna. Zaphod Beeblebrox och Trillian återförs till skeppet Hjärtat av Guld och får strax därpå möta mannen som styr Universum.
Ford Prefect och Arthur Dent materialiseras på ett stort rymdskepp, som kort efter kraschlandar på Jorden. De är dock strandsatta både i tid och rymd, de har dessutom förflyttats bakåt i tiden. Arthur Dent sätter alltså än en gång sin fot på jorden, men denna gång två miljoner år före sin egen födelse.
I boken förekommer Vidgade-Vyer-Vortex - en litterär maskin som används i ett försök att utplåna Zaphod Beeblebrox hjärna. Försöket misslyckas dock, när han befinner sig i ett alternativt universum där allt "kretsar kring" honom.
Serien fortsätter i Livet, universum och allting.